# 畠山持国
畠山 持国（はたけやま もちくに）は、室町時代の守護大名。室町幕府管領、河内・紀伊・越中・山城守護。足利氏一門の畠山氏出身。畠山満家の嫡男。義就の父。
危機的状況を脱して管領に就任、勢力拡大を目指すも晩年にお家騒動を発生させ、畠山氏衰退の元を生み出した。

## 生涯

### 隠居から復活
応永5年（1398年）、畠山満家の嫡男として生まれた。第4代将軍足利義持より偏諱を受けて持国（「国」は祖父・基国などが使用した畠山氏の通字）と名乗る。
父・満家と同じく室町幕府に出仕、正長2年（1429年）に第6代将軍足利義教（義持の弟）の元服式では法体である父の代わりを務め、永享5年（1433年）の父の死により家督相続、幕府の重臣として会議に参加した。
永享4年（1432年）の大和永享の乱で大和へ出兵、永享6年（1434年）に義教が延暦寺に軍勢を派遣させて包囲すると諫言して両者を和睦させ、翌永享7年（1435年）に再度大和に出陣、大和宇智郡守護に任命された。
三管四職家のうち、主に第3代将軍足利義満の時代に取り立てられ勢力を躍進させたのは赤松氏、一色氏、そして持国の畠山氏であったが、義満時代に有力な守護大名であった斯波氏や山名氏が弱体化すると、上の三家が将軍権力の障害となるようになった。特に三管領の一角を占める畠山氏は幕政の中核をしめ、代々の将軍にとって目の上のたんこぶであった。
6代将軍足利義教は畠山満家の死後、「万人恐怖」と評される恐怖政治を敷き、特に上記三家に対する干渉を強めるようになった。義教は赤松満祐の同族・貞村を重用し、永享12年（1440年）には一色義貫・土岐持頼が殺害されている。
嘉吉元年（1441年）には義教の矛先は畠山氏に向けられ、持国は結城合戦への出陣を拒んだことから、家督を弟持永に譲らされ隠居を余儀なくされる。
しかし、持国以上に義教の行動に恐怖を覚えた満祐が、同年6月に義教を殺害する事件が勃発する（嘉吉の変）。持国はただちに挙兵して持永を討ち、家督を奪回した。8月に京都で嘉吉の土一揆が蜂起した時、鎮圧に反対して管領の細川持之と対立する。一揆構成員の中に山城の畠山氏被官が紛れていた事が理由だった。
7代将軍に義教の嫡子の足利義勝が就任し、赤松氏が討伐されると持之は管領を辞任し、持国が管領となる。同年、出家し徳本（とくほん）入道と名乗る。翌年に満祐が擁立していた足利義尊を討ちとり、嘉吉3年（1443年）に義勝が病死すると足利義政の8代将軍就任に運動する。禁闕の変に対処したり、嘉吉4年（1444年）に嘉吉の乱平定の功労者だった山名宗全を懐柔するため、満祐の従弟の赤松満政が領有する播磨東三郡を宗全に与え、伊勢貞親と義政の擬似父子関係を取り結んだりもしている。
細川持之の没後、遺児である細川勝元が細川京兆家を相続し、管領職は持国と勝元が交替で務めるようになる。

### 細川氏との勢力争い
持国は義教によって家督を追われた者達を復権させ、同時に自らも勢力拡大を狙っていたが、これに細川氏が対抗、義教に取り立てられた側に肩入れして各大名のお家騒動を誘発させた。
信濃守護・小笠原氏は当主の小笠原宗康と従兄の小笠原持長が対立、文安3年（1446年）に宗康が戦死して弟の光康が後を継いだ。持国の2回目の管領在任期の宝徳3年（1451年）には持長が守護になっており、それまでは光康が守護だった事から、持国は持長を、細川氏は光康を立てていた事が分かる。
加賀でもお家騒動が発生、嘉吉元年に富樫教家が義教の怒りを恐れて出奔、弟の泰高が還俗して守護となったが、直後に義教が殺害、泰高は教家派の守護代・本折氏に攻め込まれた。持国はこの紛争でも教家を支持して嘉吉2年（1442年）に守護を泰高から教家の子成春に変えた。しかし、実際は加賀を掌握していて、且つ細川勝元（実際は勝元の叔父持賢）に支援された泰高が有利であり、決着が着かないまま文安4年（1447年）6月に京都で土一揆が発生、両派共に止む無く妥協、加賀を北と南に2分割して、成春・泰高に分け与えた。
更に文安2年（1445年）、元近江守護六角満綱が嫡男の持綱と共に次男の時綱を擁立した家臣団に自殺に追い込まれる事件が発生。持国は何故か武力介入をしなかったが、勝元が管領に就任すると幕府は3男の久頼を還俗させて同族の京極持清と共に時綱一派を壊滅させた。
大和では大和永享の乱で没落した越智家栄を復帰させ、義教の怒りを買った前大乗院門跡・経覚も復権、先の大乱で幕府方の成身院光宣・筒井順永兄弟と交戦中の嘉吉3年に経覚についた古市胤仙・豊田頼英・小泉重弘に大和の支配権を委ねた。しかし、勝元の後援の元、光宣も反撃するに及んで戦況は一進一退、古市胤仙の急死もあって享徳3年（1454年）に和睦した。
なお、関東では鎌倉公方に復帰した足利成氏には好意的な対応を取っていた。成氏の復権に尽力し、宝徳2年（1450年）の江の島合戦でも仲裁に当たった。また、宝徳2年に守護領国となった山城で守護支配を貫こうとして荘園横領や課税を行い南山城に影響力を持つ興福寺や山城国人と対立、興福寺門跡の尋尊は持国の権勢を評して宝徳3年9月1日条の大乗院日記目録に「近日、畠山権勢無双也」と表現している。

### お家騒動と晩年
宝徳2年に将軍義政が乳母今参局の介入で元尾張守護代織田郷広の復帰を図り、母の日野重子の反対に遭い撤回したが、持国は当初は反対を唱えていたものの、その後義政の提案を受け入れている。これについては、義政が守護への対抗上、今参局を通して畠山氏を抱きこむ狙いがあった。
一方、持国には嫡出の男子が無く、弟の持富を後継としていたが、文安5年（1448年）に庶子の義夏（のちの義就）を召し出し持富を廃して後継とする。しかし、一部の家臣の反対に遭い、新たに甥で持富の子の弥三郎（政久）が後継者に擁立され家臣団は弥三郎派と義就派に分裂、ついには義就派の遊佐氏（遊佐国助など）が弥三郎派の神保氏（神保国宗など）の屋敷を襲撃する事件が享徳3年に勃発し、血で血を洗う内紛が始まることになる。
当初は義就派が優勢であったが、畠山氏の弱体化を狙う細川勝元と山名宗全により弥三郎派が盛り返し、8月21日に屋敷を焼き討ちされ、義就は失踪、持国は28日に隠居したが、義政の介入で12月13日に義就が上洛、弥三郎は没落した。翌享徳4年（1455年）に死去、享年58。家督は義就が継いだ。

### 死後
持国と細川氏の代理戦争で各大名家でお家騒動が頻発したが、畠山氏も内紛を起こし、弥三郎の死後も弟の政長を擁立する弥三郎派（政長派）と義就派の抗争は止まず、足利将軍家や斯波氏の家督相続問題（武衛騒動）と関係して応仁の乱が発生する。大和でも国人が2派に分かれて激突、応仁の乱終結後も続いていくことになる。
また、関東では勝元が管領に就任すると幕府が採った厳しい対応に危機感を抱いた成氏が関東管領上杉憲忠を殺害し、享徳の乱を勃発させる。

## 偏諱を与えた人物
- 神保国宗（じんぼう くにむね、?-1454、神保氏）- 家臣・守護代。持国の後継者問題（前述参照）では弥三郎政久を推すが、義就派の追討を受け没落し、1454年に謀殺された。子とされる長誠も政久およびその弟・政長に属す。
- 遊佐国助（ゆさ くにすけ、?-1460） - 家臣・守護代。持国の後継者問題（同）では義就を推して神保国宗らと対立。その後も義就派として活動するが、居城を政長軍に攻められた際に戦死[11]。